# Jean Baitzouroff
Jean Baitzouroff est un musicien et compositeur français né en 1928 à Bordeaux et mort en 2020 à Paris.
Il forme un duo, Popoff (piano) et Kiki (contrebasse), avec Robert Quibel qui sert de support musical à Jacques Martin lors de ses interventions dans Midi Magazine.
Il a écrit des musiques pour des chansons comiques de Jean Yanne comme Cresoxipropanediol en capsule ou J'aime pas le rock. Il a aussi composé la musique de Et v'lan !… passe-moi l'éponge (paroles de Jacques Martin) pour Fernand Raynaud.
Il a aussi composé des musiques pour Hector (Je vous déteste).